# Morrow County (Ohio)
 For alternative betydninger, se Morrow County. (Se også artikler, som begynder med Morrow County)
Morrow County er et county i den amerikanske delstat Ohio. Amtet grænser op til Crawford County i nord, Richland County i nordøst, Knox County i sydøst, Delaware County sydvest, Marion County i vest.
Ifølge  U.S. Census Bureau, består amtet af i alt  1.055 km². 1.052 km² er land og  3 km² (0,28%) er vand. Morrow County bliver betragtet som en del af det "Centrale Ohio."

## Demografi
Ifølge folketællingen fra 2000 boede der 31,628 personer i amtet. Der var 11,499 husstande med 8,854 familier. Befolkningstætheden var 30 personer pr. km². Befolkningens etniske sammensætning var som følger: 98.37 % hvide, 0.27 % afroamerikanere.
Der var 11,499 husstande, hvoraf 35.60 % havde børn under 18 år boende. 64.60 % var ægtepar, som boede sammen, 8.10 % havde en enlig kvindelig forsøger som beboer, og 23.00 % var ikke-familier. 19.00 % af alle husstande bestod af enlige, og i 7.90 % af tilfældene boede der en person som var 65 år eller ældre.
Gennemsnitsindkomsten for en husstand var $40,882 årligt, mens gennemsnitsindkomsten for en familie var på $45,747 årligt.

## By samfund

### Større byer
- Galion

### Mindre byer
| - Cardington - Chesterville - Edison - Fulton | - Marengo - Mount Gilead - Sparta |

### Landsbyer
| - Bennington - Canaan - Cardington - Chester - Congress - Franklin - Gilead - Harmony | - Lincoln - North Bloomfield - Perry - Peru - South Bloomfield - Troy - Washington - Westfield |

40°31′48″N 82°48′0″V / 40.53000°N 82.80000°V